# کاسپر هاسل
کاسپر هاسل (انگلیسی: Kaspar Hassel; ۶ نوامبر ۱۸۷۷ – ۹ آوریل ۱۹۶۲) قایقران قایق بادبانی اهل نروژ بود.